# Ioan Viteaz de Sredna
Ioan Viteaz, în croată Ivan Vitez, în maghiară János Vitéz, (n. 1408, Križevci, Cantonul Koprivnica-Križevci, Croația – d. 6 august 1472, Esztergom, Regatul Ungariei, Ungaria) a fost un scriitor umanist, matematician, episcop de Oradea Mare, apoi arhiepiscop de Esztergom.
Vitéz a fost unul din formatorii lui Matia Corvinul.